# Tractus Catena
Tractus Catena é um conjunto de crateras nos quadrângulos de Arcadia e Tharsis, em Marte.  Sua localização é centrada em 28.17° latitude norte e 102.77° longitude oeste.  Sua extensão é de 897 km e seu nome vem de uma formação de albedo clássica. 
O alinhamento de crateras que compõe Tractus Catena é relacionado a fossae, que são comuns em Marte.